# Sönke Neitzel
Sönke Neitzel, né le 26 juin 1968, est un universitaire allemand, spécialisé dans la Seconde Guerre mondiale.

## Biographie
Il a enseigné à l'Université Johannes Gutenberg de Mayence, à l'université de Berne, et à l'université de la Sarre, à l'université de Glasgow et enseigne aujourd'hui à l'université de Potsdam. Il est l'auteur de sept livres, et éditeur d'un journal académique allemand spécialisé dans l'histoire allemande au XXe siècle.
Il a collaboré avec Harald Welzer et écrit : une étude sur les documents et enregistrements conservés en Grande-Bretagne et rendus accessibles depuis 1996, qui résultent des écoutes secrètes systématiques de milliers de prisonniers allemands pendant la Seconde Guerre mondiale. Les transcriptions des enregistrements représentent 48 000 , pages de conversations entre soldats sur l'expérience quotidienne de ceux-ci  pendant la guerre et leur attitude face à des situations telles que les massacres de masses de civils, les coulages de navires de commerce par les sous-marins, l'abattage des avions. L'analyse permet à Neitzel d'étudier un aspect de la Banalité du mal tel que ce concept avait été développé par Hannah Arendt, mais sur un plan plus sociologique en partant d'expériences multiples et non du seul Eichmann.

## Publications
- Sönke Neitzel et Harald Welzer (trad. de l'allemand par Olivier Mannoni), Soldats. Combattre, tuer, mourir : procès-verbaux de récits de soldats allemands, Paris, Gallimard, coll. « NRF Essais », 2013, 619 p. (ISBN 978-2-07-013590-5).
- (de) Sönke Neitzel et Harald Welzer, Soldaten. Protokolle vom Kämpfen, Töten und Sterben, Frankfurt, Fischer, 2011  (ISBN 978-3-10-089434-2).